# Prelude to War
Prelude to War é um filme-documentário estadunidense de 1942, o primeiro da série Why We Fight, dirigida e escrita por Frank Capra, Anthony Veiller e Eric Knight. Venceu o Oscar de melhor documentário de longa-metragem na edição de 1943, ao lado de The Battle of Midway, Moscow Strikes Back e Kokoda Front Line!.

## Elenco
- Walter Huston - narrador